# فرانسیس ریچ
فرانسیس ریچ (انگلیسی: Frances Rich؛ ‏ ۸ ژانویهٔ ۱۹۱۰ – ۱۴ اکتبر ۲۰۰۷) بازیگر و مجسمه‌ساز اهل ایالات متحده آمریکا بود.
از فیلم‌هایی که وی در آن‌ها نقش داشته‌است، می‌توان به مهمان سیزدهم و مسیر الماس اشاره نمود.